# 夏洛特堡宮 (哥本哈根)
夏洛特堡宮（丹麥語：Charlottenborg Slot）是位於丹麥哥本哈根國王新廣場和新港交界處的一座宮殿建築。

## 历史
建築竣工於1669年。自1754年以來，這裡是丹麦皇家美术学院的所在地。

## 画廊

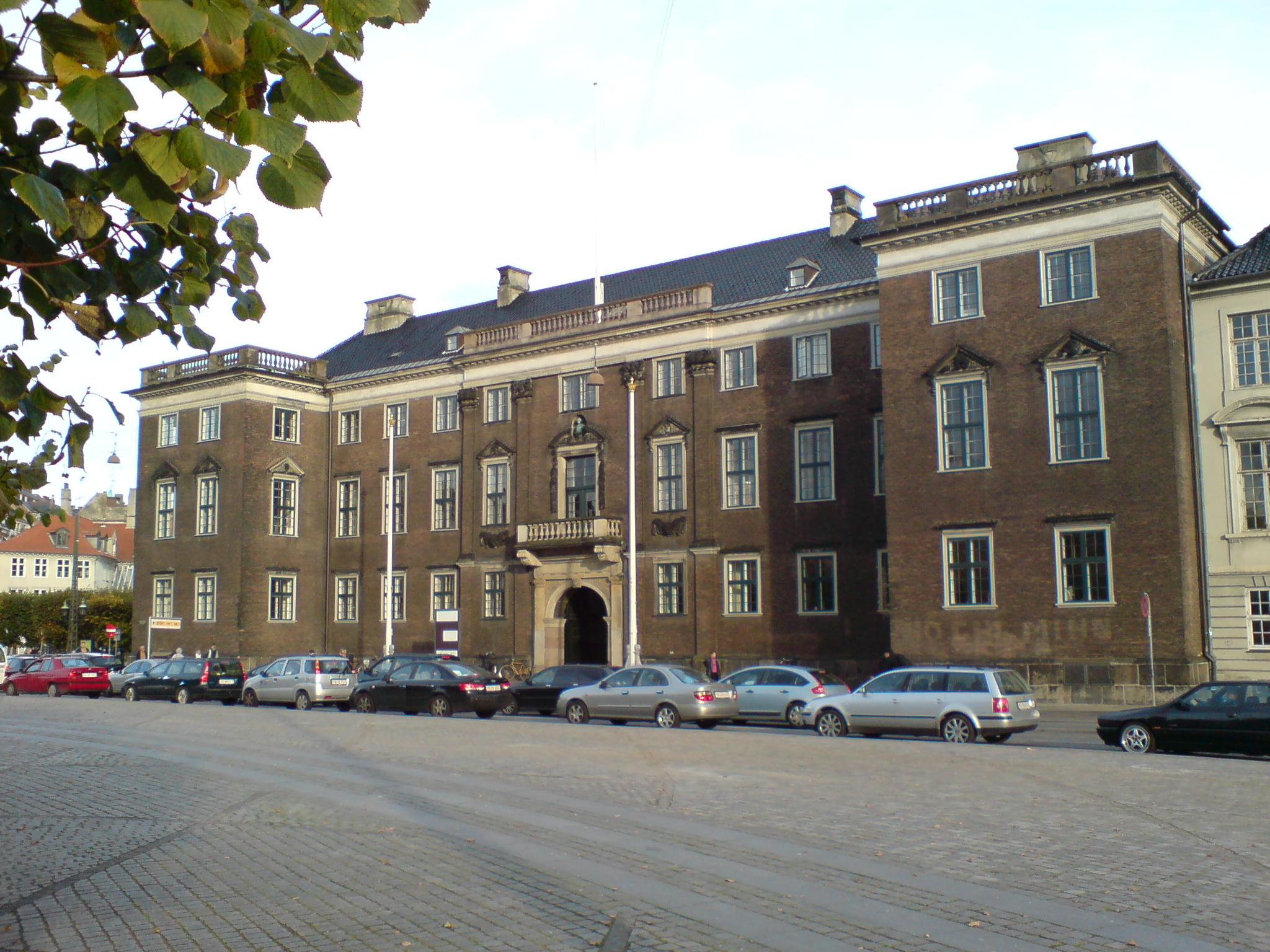
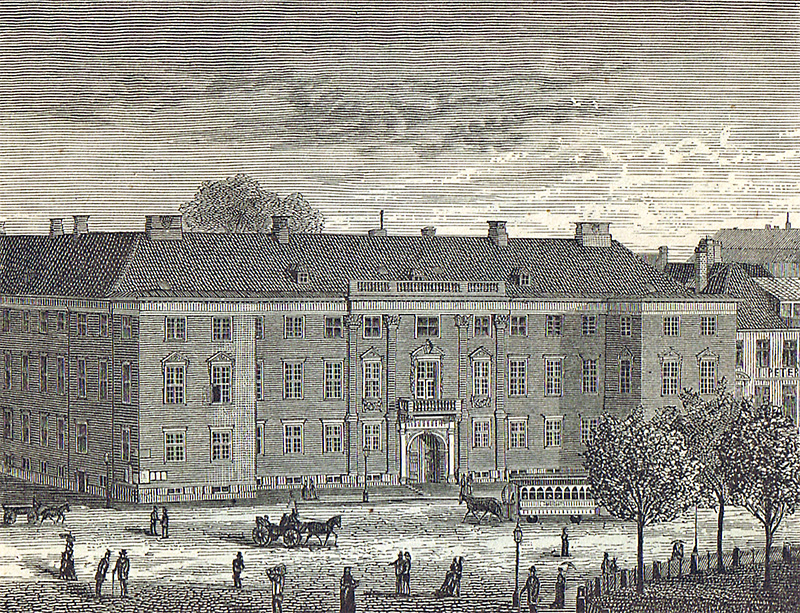

## 外部連結
- Det Kongelige Danske Kunstakademi （页面存档备份，存于）
- Kunsthal Charlottenborg （页面存档备份，存于）
- Danmarks Kunstbibliotek （页面存档备份，存于）

55°40′48″N 12°35′13″E / 55.680°N 12.587°E